# 낸시 모건
낸시 모건(Nancy Morgan, 1949년 4월 1일 ~ )은 미국의 배우, 텔레비전 배우, 영화배우이다.
미니애폴리스에서 태어났다.

## 영화
- 워디 (2015년)
- 다니엘 스틸 - 사랑의 맥박 (1993년)
- 루키 루크 (1991년)
- 공포의 촉수 (1988년)
- 햄본과 힐리 (1984년)
- 아메리카슨 (1979년)
- 사랑의 유람선 (1977년)
- 대단한 차도둑 (1977년) - 폴라 파워스 역
- 닥터 게논 (1969년)